# Calle 155 (línea Concourse)
La Calle 155 es una estación en la línea Concourse del Metro de Nueva York de la división B del Brooklyn–Manhattan Transit Corporation. La estación se encuentra localizada en Harlem, Manhattan entre la Calle 155 Oeste y Frederick Douglass Boulevard. La estación es servida en varios horarios por los trenes del Servicio  y .